# XAP (formato di file)
XAP è il formato di file usato per distribuire e installare applicazioni e middleware sui sistemi operativi Windows Phone 7 e Windows Phone 8 di Microsoft. È anche il formato di file per le applicazioni di Silverlight. A partire da Windows Phone 8.1 XAP non è più il formato di file utilizzato per installare app su Windows Phone, in quanto è stato sostituito da APPX; questo cambiamento è stato necessario per uniformare le piattaforme di sviluppo delle app di Windows Store e Windows Phone.
I file XAP sono pacchetti ZIP formattati; per questo motivo, un file con estensione .xap può essere rinominato con estensione .zip per vederne il contenuto.
Il Windows Phone Marketplace permette agli utenti di scaricare i file XAP su una scheda SD e installarli manualmente, come su Android.
XAP è anche l'estensione degli XACT Audio Projects, eseguibili con il Microsoft Cross-Platform Audio Creation Tool. Tuttavia i file XAP di Silverlight non sono eseguibili con l'Audio Creation Tool e i file XACT XAP non sono archivi.